# Tony Britten
Tony Britten é um Compositor Britânico, conhecido por adaptar e escrever as letras do Hino da Champions League.

## Carreira
Britten se graduou no Royal College of Music. Ele passou os primeiros anos de sua carreira no teatro como um diretor de música, assim trabalhou para a Cameron Mackintos, sendo supervisor de vários shows, incluindo: Godspell, The Rocky Horror Show e Oliver!. Depois disso ele passou á trabalhar no Royal National Theatre como um diretor músical. Ele então se moveu para o úniverso cinematográfico como um condutor, e fez parte de produções como Robocop. Ele também já trabalhou como diretor para Clive Donner.
Em 1992, a agência de marketing Team, responsável pela Uefa, procurou Tony para escrever uma composição. Ela era pra um hino quê estreou ainda em Novembro de 1992. Britten se inspirou bastante na obra Zadok the priest, escrita por George Frideric Handel, para sua composição, e o concerto foi perfomado na Royal Philharmonic Orchestra de London, e cantada pela Academy of St. Martin in the Fields.
Em 1994, ele compos a trilha sonora de Mole's Christmas, uma curta-metragem de 30 minutos, e em 1999 ele escreveu e dirigiu Bohème, um filme baseado ná Puccini opera, na qual foi transmitida pela Five e pela Artsworld. Em 2007 Britten adaptou e dirigiu uma versão cinematografica da comédia de Oliver Goldsmith, She Stoops to Conquer para a Sky Arts.
Ele também dirigiu diversos outros filmes, incluindo o documentário Benjamin Britten: Peace and Conflict (2013).